# 神戸市外国語大学短期大学部
神戸市外国語大学短期大学部（こうべしがいこくごだいがくたんきだいがくぶ）は、兵庫県神戸市灘区徳井土山。に本部を置いていた日本の公立大学である。1950年に設置され、1955年に廃止された。

## 概要

### 大学全体
- 兵庫県神戸市灘区に所在した日本の公立短期大学で[2][3]、設置主体は神戸市。
- 夜間部[注釈 3]のみの１学科、入学定員160名をもって1950年に開学した[4]。
- 1952年の学生募集を最後に[注釈 4]、1955年短期大学としての使命を終えた[6][7]。

### 学風および特色
- 夜間部が設置されていたことから、勤労学生に対する教育に力をいれていたことがうかがえる。

## 沿革
- 1949年10月 文部省[注釈 5]に短期大学の設置認可に関する申請を行う[8][9]。内容は以下の通り[注 1][10][11][12]。
  - 英商学科第二部 入学定員160
- 1950年
  - 3月14日 左記を以て短期大学の設置が文部省[注釈 5]より認可される[13]。短期大学名を以下の通りに変更する。
    - 神戸市外国語大学夜間短期大学部→神戸市外国語大学短期大学部

  - 4月1日 左記を以て神戸市外国語大学短期大学部が上記の学科体制にて開学する[14][15]。
- 1952年
  - 4月1日 左記年度を最後に学生募集を終了[注釈 4][注 3]。
- 1955年
  - 10月27日 左記を以て廃止の認可を受ける[17][18]。

## 基礎データ

### 所在地
- 兵庫県神戸市灘区徳井土山[注釈 1]

## 教育および研究

### 組織

#### 学科
- 英語商業科第二部[注釈 6][注釈 2]

#### 専攻科
- なし

#### 別科
- なし